# Neolophonotus fimbriatus
Neolophonotus fimbriatus là một loài ruồi trong họ Asilidae. Neolophonotus fimbriatus được Hull miêu tả năm 1967. Loài này phân bố ở vùng nhiệt đới châu Phi.